# KT Tunstall’s Acoustic Extravaganza
KT Tunstall's Acoustic Extravaganza is een album van de Schotse singer-songwriter KT Tunstall, dat op 2 oktober 2006 uitkwam. Het verscheen tezamen met een dvd met beelden van de totstandkoming van het album, akoestische versies van een aantal nummers en een demonstratie van het AKAI E2 headrush loop pedal, beter bekend als "Wee Bastard".
Het nummer Golden Age is een cover van Beck en was oorspronkelijk te vinden op het album Sea Change uit 2002.
Het album bevat een "Parental Advisory"-sticker (een waarschuwingssticker), omdat in het eerste nummer, "Ashes", scheldwoorden voorkomen.

## Tracklist
Cd
1. "Ashes" – 3:34
2. "Girl And The Ghost" – 4:14
3. "One Day" – 5:02
4. "Golden Age" – 5:00
5. "Boo Hoo" – 4:56
6. "Gone To The Dogs" – 3:59
7. "Change" – 3:44
8. "Miniature Disasters" – 4:32
9. "Universe & U" – 4:31
10. "Throw Me A Rope" – 3:43

Dvd
1. "Five Go To Skye (Making The Album)"
2. "Gone To The Dogs"
3. "Throw Me A Rope"
4. "The Wee Bastard Pedal"
5. "Out-takes"

## Muzikanten
- KT Tunstall — zang, gitaar
- Luke Bullen — drums, percussie, cajón
- Kenny Dickenson — trompet, achtergrondzang, percussie, glockenspiel, hammondorgel, melodica
- Arnulf Lindner — contrabas
- Sam Lewis — gitaar
- Donna Maciocia — achtergrondzang
- Chris Harley — shaker